# Karl Jakob Wagner
Karl Jakob Wagner (Darmstadt, Hessen, Alemanya, 22 de febrer de 1772 - 25 de novembre de 1825) fou un compositor i tocador de corn alemany.
Deixeble de Portmann i de Georg Joseph Vogler, formà part de l'orquestra de Darmstadt des del 1790 i després adquirí celebritat com a concertista, fent nombrosos viatges. Per acabar, fou, mestre de capella de la cort i va compondre pel teatre de la seva ciutat natal les òperes: Pygmalion, Der Zahnartz, Herodes, Nitetis i Chimene, així com diverses cantates dramàtiques; dues simfonies; les obertures Jungfrau von Orleans i Götz von Berlichingen; sonates per a violí; trios per a flauta, violí i violoncel; 40 duets per a corn; obres per a flauta i violí; variacions per a piano, etc.
Entre les seves obres destaca Pygmalion, Der Zahnartz, Herodes, Nitelis, Chimene. També algunes cantates dramàtiques com dues simfonies, les obertures Jungfrau von Orleans i Götz von Berlichingen; Sonates per a violí i violoncel, 40 duets per a corn, Obres per a flauta i violí, Variacions per a piano, etc.